# Змієнко Всеволод Юхимович
Все́волод Юхи́мович Зміє́нко (16 жовтня 1886, Одеса, Херсонська губернія, Російська імперія — 30 жовтня 1938, Варшава, Польська Республіка) — генерал-хорунжий Армії УНР. Визначний військовий діяч Армії УНР, один з організаторів військової спецслужби Державного Центру УНР в екзилі. Під час перебування в еміграції у Польщі працював у Генеральному штабі Армії УНР, упродовж 1928—1936 років очолював підрозділи розвідки і контррозвідки, підготував основні концептуальні засади розвідки, вважаючи її «мозковою клітиною» штабу.
Відповідно до українського законодавства є борцем за незалежність України у ХХ столітті.

## Життєпис
Всеволод Юхимович Змієнко народився 16 жовтня 1886 року в місті Одесі.

### У російській армії
Закінчив Перше Київське Костянтинівське військове училище (1907 рік), Миколаївську академію Генерального штабу (1913 рік). Після закінчення академії служив у 59-му піхотному Люблінському полку (Одеса) для здобуття ротного командного цензу. У складі полку вирушив на фронт.
У бою 26 серпня 1914 року був поранений (за цей бій 10 листопада 1915 року Всеволод Юхимович був нагороджений Георгіївською зброєю). Після одужання — молодший ад'ютант штабу 39-го армійського корпусу. З 14 червня 1917 року — начальник штабу 83-ї піхотної дивізії. Останнє звання у російській армії — підполковник.

### На службі Україні
З 20 грудня 1917 року — начальник штабу Одеської гайдамацької дивізії військ Центральної Ради.
З 1 березня 1918 року — військовий комендант Одеси. З 15 березня 1918 року — голова військового відділу Головного комітету Херсонщини, Таврії та Катеринославщини. З квітня 1918 року — голова демобілізаційного комітету на Херсонщині. Згодом — помічник губернського коменданта Херсонщини.
З 13 грудня 1918 року — начальник штабу 3-го Херсонського корпусу. З 10 лютого 1919 року — в.о. командувача Південно-Східної групи Дієвої армії УНР. З березня 1919 року — командувач східного фронту у складі Південно-Східної групи Дієвої армії УНР. 06-07.1919 року — голова комісії з ліквідації справ Східного фронту. З липня 1919 року — начальник штабу 10-ї пішої дивізії Січових стрільців Дієвої армії УНР.
1 грудня 1919 року був інтернований польською владою у Луцьку. З 8 лютого 1920 року — начальник штабу 1-ї (з 21 березня 1920 року — 6-ї січової стрілецької) дивізії, що формувалася у фортеці Брест-Литовський із вояків Дієвої армії УНР, інтернованих польською владою на початку грудня 1919 року. 21 квітня 1920 року був підвищений до рангу полковника.
На посаді начальника штабу — заступника коменданта гарнізону (6-та січова стрілецька дивізія УНР і 31-й польський полк) полковника УНР Марка Безручка, брав участь в обороні польського міста Замостя з 28 серпня до 2 вересня 1920 року, яка призвела до поразки 1-ї кінної армії Будьонного.
З 1921 року — генерал-хорунжий.
З березня 1927 року — начальник 2-го розвідувального відділу Генерального штабу Військового міністерства УНР в екзилі. Помер та похований на цвинтарі «Воля» у Варшаві поруч із могилою свого друга генерала Марка Безручка. Тут же поховано близько сотні видатних полководців та державних діячів УНР.
У 1928 році генерал-хорунжий Всеволод Змієнко став головою громадського суду Українського центрального комітету в Польщі, одночасно відповідаючи за розвідку та контррозвідку. Крім того, Змієнко активно допомагав українським військовим емігрантам знайти себе в нових умовах життя, влаштовуючи їх на роботу, навчання чи просто допомагаючи грішми.

## Родина
Був одружений з Піамою Дмитрівною, донькою генерала Скляревського, з якою мав трьох дітей: Всеволода, Олега та Галину. Дружина рано померла, і догляд за дітьми взяла на себе її сестра Марія, дружина генерала Рябініна-Скляревського.
Його донька Галина Всеволодівна Сенишин — відомий публіцист, журналістка та громадська діячка.

## Нагороди
Хрест Симона Петлюри (нагороджений під № 19)

## Вшанування пам'яті
- Вулиця Всеволода Змієнка у місті Одеса.
- Провулок Всеволода Змієнка у місті Одеса.
- Вулиця Всеволода Змієнка у місті Київ.
- Вулиця Генерала Змієнка у місті Дніпро.
- Село Змієнкове на Одещині.